# 簡至豪
簡至豪（1986年4月7日—），臺灣新聞主播、主持人，畢業於國立臺灣藝術大學戲劇系，曾任壹電視、TVBS新聞、東森新聞記者，現為中天新聞主播。在壹電視時期，曾與當時同為壹電視及中天記者的賴思豪合稱「雙豪」。

## 學歷
- 桃園市立楊梅高級中學
- 國立臺灣藝術大學戲劇系

## 經歷
- TVBS新聞部記者（2006年－2008年）
- 東森新聞台記者（2008年－2010年）
- 壹電視新聞台生活中心記者（2010年2月1日－2013年）
- 壹電視新聞台主播、氣象主播、主持人（2013年－2014年7月31日）
- 中天新聞台主播、主持人（2014年8月－至今）
- 中視節目主持人（2016年5月2日－2016年7月29日、2017年6月8日－2018年12月12日）

## 曾主播過或主持過的節目
| 時間                          | 頻道         | 節目                    | 備註                   |
| 2013年－2014年                | 壹電視新聞台 | 《壹早報》              | 氣象主播               |
| 2013年－2014年                | 壹電視新聞台 | 《晚間新聞》            | 氣象主播               |
| 2013年－2014年                | 壹電視新聞台 | 《整點新聞》            | 主播                   |
| 2013年－2014年                | 壹電視新聞台 | 《娛樂壹級棒》          | 主持人                 |
| 2014年－至今                  | 中天新聞台   | 《整點新聞》            | 主播                   |
| 2014年－2016年4月4日          | 中天新聞台   | 《52大咖司》            | 主持人                 |
| 2016年10月1日－2016年11月5日  | 中天新聞台   | 《就是狂·突破薪酸時代》 | 主持人                 |
| 2017年－2020年                | 中天新聞台   | 《中天晨報》            | 主播                   |
| 2018年4月10日－2018年8月      | 中天新聞台   | 《金曲唱旺》            | 主持人                 |
| 2021年3月29日－2021年5月28日  | 中天新聞台   | 《新聞龍捲風》          | 主持人                 |
| 2021年5月10日－2022年3月5日   | 中天新聞台   | 《你的豪朋友》          | 主持人，網路節目       |
| 2016年5月2日－2016年7月29日   | 中視無線台   | 《健康總動員》          | 主持人（與唐德蓉搭檔） |
| 2017年5月24日－2018年12月12日 | 中視無線台   | 《冰冰Show》            | 助理主持人             |

## 外部連結
- 主播介紹－中天新聞台
- YouTube上的《52大咖司》中天新聞台播放列表
- 簡至豪的新浪微博
- 簡至豪的Instagram帳戶